# Aidac Bihare (Ort)
Aidac Bihare (Ailoklaran, Ailok Laran) ist eine osttimoresische Ortschaft und Zentrum der Aldeia Aidac Bihare (Sucos Camea, Verwaltungsamt Cristo Rei, Gemeinde Dili). Sie liegt im Westen der Aldeia, südlich der Überlandstraße von Dili nach Hera, in einer Meereshöhe von 293 m. Östlich befindet sich mit dem Ort Susan. Die Grundschule der Aldeia liegt im Norden der Aldeia. Nordwestlich liegt die Stadtgrenze der Landeshauptstadt Dili.